# Aer (obiect de cult)
Aerul este un obiect de cult care constă într-o bucată de stofă sau de pânză, de formă dreptunghiulară, cu laturile mai mici de 0,70 m, de obicei pictată sau țesută cu imaginea lui Hristos mort, cu care se acoperă vasele liturgice.
Aerul este unul din cele trei pocrovețe - cel mai mare dintre acestea - destinat să acopere vasele de cult pe timpul păstrării lor la proscomidie sau să fie purtat pe umerii preotului care duce discul, la ceremonia ieșirii cu sfintele daruri.
În unele lucrări aerul este confundat cu epitaful, cu care se aseamănă sub raport iconografic, dar cele două categorii de văluri liturgice se deosebesc între ele atât prin destinația lor funcțională, cât și ca dimensiuni. În cultul creștin ortodox, aerul, simbolizează cerul pe care a strălucit steaua călăuzitoare a magilor în drumul lor spre staulul din Bethleem, în care s-a născut Iisus - când se găsește la proscomidie, trupul mort al Mântuitorului - când este purtat pe umerii preotului la ieșirea cu sfintele daruri, și lespedea de pe mormântul lui Isus Hristos, când acoperă sfintele vase, așezate pe pristol. 

## Vezi și
- Epitaf
- Pocrovăț